# Falcuna dilatata
Falcuna dilatata är en fjärilsart som beskrevs av Schultze och Aurivillius 1923. Falcuna dilatata ingår i släktet Falcuna och familjen juvelvingar. Inga underarter finns listade i Catalogue of Life.